# Бережецька волость
Бережецька волость — адміністративно-територіальна одиниця Володимир-Волинського повіту Волинської губернії Російської імперії та Української держави. Волосний центр — село Бережці. 
Станом на 1885 рік складалася з 15 поселень, 8 сільських громад. Населення — 5680 осфб (2838 чоловічої статі та 2842 — жіночої), 957 дворових господарства.
|                     | Площа, десятин | У тому числі орної, дес. |
| ------------------- | -------------- | ------------------------ |
| Сільських громад    | 10430          | 4770                     |
| Приватної власності | 2939           | 565                      |
| Казенної власності  | 40453          | 52                       |
| Іншої власності     | 203            | 69                       |
| Загалом             | 54025          | 5456                     |

Основні поселення волості:
- Бережці — колишнє державне село при річці Буг за 60 верст від повітового міста, волосне правління, 1250 осіб, 229 дворів, православна церква, школа, поштова станція, постоялий будинок, водяний млин.
- Бендюга — колишнє власницьке село при річці Буг, 443 особи, 66 дворів, католицька каплиця, постоялий будинок, водяний млин.
- Висоцьк — колишнє власницьке село при річці Буг, 450 осіб, 72 двори, кладовищенська православна церква, постоялий будинок, лавка.
- Римачі — колишнє власницьке село при озері Римач, 569 осіб, 103 двори, постоялий будинок, рибна ловля.
- Штунь — колишнє державне село, 850 осіб, 143 двори, православна церква, школа, постоялий будинок.
- Ягодине — колишнє власницьке село при річці Ягодинка, 702 особи, 122 двори, постоялий будинок.

## Під владою Польщі
18 березня 1921 року Західна Волинь відійшла до складу Польщі. Волость продовжувала існувати як ґміна Березьце Любомльського повіту Волинського воєводства в колишніх межах. 
На 1936 рік ґміна складалася з 15 громад:
1. Бережці — село: Бережці та хутір: Мутвиця;
2. Біндуга — село: Біндуга та маєток: Біндуга (перестало існувати після примусового виселення під час облаштування кордону між СРСР та ПНР);
3. Чмикос — село: Чмикос та колонія: Чмикос;
4. Ягодин — село: Ягодин та колонія: Новий Ягодин;
5. Янківці — село: Янківці;
6. Кути — село: Кути та колонія: Красноволя;
7. Купрачі — село: Купрачі;
8. Раківець — село: Раківець (перестало інсувати після переселення поляків);
9. Римачі — село: Римачі та хутір: Березини;
10. Савоші — село: Савоші;
11. Штинь — село: Штинь та хутори: Май I, Май II, Мурава і Підстав'я;
12. Терехи — село: Терехи та хутір: Бутини;
13. Теребейки — село: Теребейки;
14. Висоцьк — село: Висоцьк;
15. Замлиння — село: Замлиннята колонії: Острови і Лісничівка.

Після радянської анексії західноукраїнських земель ґміна ліквідована у зв'язку з утворенням Любомльського району.